# Naqshbandi
Naqshbandi är en sufisk orden (tariqah) inom islam.
Det är den enda orden inom sufismen som för sin härkomst till den islamiska profeten Muhammed, via Abu Bakr as-Siddiq, den förste kalifen och en av Muhammeds första följeslagare. Några grenar av orden för emellertid sin härkomst tillbaka till Alī ibn Abī Tālib, kusin till Muhammed.
Orden fick sitt namn efter Baha-ud-Din Naqshband Bukhari (1318–1389) och hade sin tidiga spridning i den persisktalande världen. Ordens grundregler är författade på persiska.
Under 1600-talet och 1700-talet gjorde naqshbandi-orden i inbrytningar i nordvästra Kina. I mitten på 1700-talet splittrades naqshbandi två starkt rivaliserande ordnar, den "tysta" khufiyya-orden och den "ljudliga" jahriyya-orden, vilka hade olika syn på om dhikr skulle utföras i tystnad eller högröstat.